# Kouri-Vini
O Kouri-Vini, também referido como crioulo da Louisiana, é uma língua crioula de base francesa falada principalmente no estado da Louisiana. Tem menos de 10.000 falantes, que podem se identificar racialmente como brancas, negras, mestiças ou indígenas, bem como cajun ou crioulas. 
Não deve ser confundido com sua língua irmã, o francês cajun, um dialeto da língua francesa também falado na Louisiana. Muitos crioulos da Louisiana não falam a língua crioula da Louisiana e usam o francês ou o inglês como idiomas cotidianos.
Dado o número cada vez menor de falantes, o crioulo da Louisiana é considerado uma língua ameaçada de extinção .

## Origens e evolução histórica
A Louisiana foi colonizada pelos franceses a partir de 1699, bem como pelos canadenses que foram forçados a sair de Acadia em meados do século XVIII. Os colonos eram grandes plantadores, pequenos proprietários e criadores de gado; os franceses precisavam de trabalhadores porque achavam o clima muito severo. Eles começaram a importar africanos escravizados, como faziam para trabalhadores em suas colônias nas ilhas caribenhas. Estima-se que, a partir de 1719, um total de 70.000 pessoas foram transportadas da região da Senegâmbia na África Ocidental. Essas pessoas originalmente falavam uma língua Mande relacionada a Malike . Eles estavam em contato com pessoas escravizadas que falavam outras línguas, como Ewe, Fon e Igbo . A importação de escravos pelo regime francês continuou até 1743.

### Exemplo de uso religioso
Orações católicas, como  Pai Nosso, são recitadas em francês por falantes do crioulo da Louisiana. Hoje, alguns ativistas linguísticos e aprendizes estão liderando esforços para traduzir essas orações.  
Nouzòt Popá, ki dan syèl-la 
Tokin nom, li sinkifyè, 
 N'ap spéré pou to  rwayonm arivé, é n'a fé ça
t'olé dan syèl; parèy si latær 
 Donné-nou jordi dipin tou-lé-jou, 
 é pardon nouzòt péshé
 paréy nou pardon lê moun ki fé nouzòt
 sikombé tentasyon-la, 
Mé délivré nou depi mal.

## Fonologia
A fonologia do crioulo da Louisiana tem muito em comum com as de outras línguas crioulas baseadas no francês. Em comparação com a maioria dessas línguas, no entanto, o crioulo da Louisiana diverge menos da fonologia do francês em geral e do francês da Louisiana em particular.